# Hannah Bluck
Pas d'image ? Cliquez ici

b Matchs officiels uniquement.
Hannah Bluck, née le 1er avril 1997 à Bridgend (pays de Galles), est une joueuse internationale galloise de rugby à XV, évoluant aux postes de centre ou d'ailier.

## Biographie
Hannah Bluck naît le 1er avril 1997 à Bridgend au pays de Galles. Elle joue au rugby à XV aux postes de centre ou d'ailier.
À l'automne 2023, elle participe en Nouvelle-Zélande au WXV sous les couleurs du pays de Galles.